# Nord-Makombé
Nord-Makombé es un municipio del departamento de Nkam de la región Litoral, Camerún. En noviembre de 2005 tenía una población censada de 3999 habitantes.
Se encuentra ubicado cerca del golfo de Biafra y de la ciudad más poblada del país, Duala.